# ラグナル・フリッシュ
ラグナル・アントン・キティル・フリッシュ（Ragnar Anton Kittil Frisch、1895年3月3日 - 1973年1月31日）は、ノルウェーのオスロ出身の経済学者。「計量経済学」の先駆者であり、この学名も彼が名づけたものである。また、マクロ経済とミクロ経済の二分法を考案したのも彼と言われている。

## 生涯
- 1895年　ノルウェーのオスロで生まれる。
- 青年時代、父の金銀細工場で働く。
- 1919年　オスロ大学で経済学の学位を取得する。
- 1920年　金細工師の資格を取る。
- 1921年　オスロ大学の特別研究員として、数理統計学の博士論文の準備のためにフランスとイングランドで研究を重ねる。
- 1923年　帰国。
- 1926年　オスロ大学より統計学の博士号を取得する（1925年と書いた資料もある）。
- 1926年　ロックフェラー財団の奨学金でアメリカをまわる。
- 1928年　ノルウェーに帰国し、オスロ大学の講師となる。
- 1930年　イェール大学の客員教授としてアメリカに行く。
- 1930年　Econometric Society（計量経済学会）を創設する。
- 1931年　彼をノルウェーに呼び戻すために新たに教授の地位が設けられ、オスロ大学の経済学教授として任命される。
- 1932年　オスロ大学にロックフェラー財団経済学研究所を設立し、研究責任者に就任した。
- 1933年～1935年　『エコノメトリカ』を編集する。
- 1961年 　リンチェイ国家アカデミーからアントニオ・フェルトリネッリ賞（the Antonio Feltrinelli prize）を受賞（経済過程の分析に対する動学的モデルの発展と応用の功績を称えられる）。
- 1965年　オスロ大学退職。
- 1969年　ヤン・ティンベルヘンとともに世界最初のノーベル経済学賞を受賞した。
- 1973年　死去。

## 業績
フリッシュは経済学の分野においていくつかの重要な発展に貢献し、計量経済学やマクロ経済学などの新語を創出した。フリッシュが1926年に発表した消費者理論に関する論文では新ワルラス理論の構築に貢献し、1965年には生産理論を定式化した。計量経済学の分野では、1927年には時系列分析、1934年には線形回帰分析に関する研究を行った。また、フリッシュが1933年に研究したインパルス伝播の景気循環理論は、現代の新古典派経済学の景気循環理論の原則の1つとなった。
フリッシュは計量経済学のモデルを政府の経済企画部門や経済会計部門に紹介する役割を果たした。フリッシュは計量経済学会の創設者の1人であり、20年以上に渡って計量経済学会誌の編集者としても活躍した。